# Sopraprovveditori
Nella Repubblica di Venezia, i Sopraprovveditori erano parte del sistema di controllo repubblicano incrociato sulle magistrature pubbliche. Come tutti i Magistrati veneziani a eccezione del Doge, il loro incarico durava un periodo di tempo limitato a un massimo di 18 mesi.
Scaduto il periodo di incarico, i Magistrati uscenti entravano in contumacia per un periodo altrettanto lungo. La contumacia, nell'ordinamento della Repubblica di Venezia, comportava l'impossibilità di venir rieletti alla carica appena scaduta nonché ad ogni altra carica che con quella avesse attinenza diretta.